# Dobri Do (gmina Kuršumlija)
Dobri Do (cyr. Добри До) – wieś w Serbii, w okręgu toplickim, w gminie Kuršumlija. W 2011 roku liczyła 64 mieszkańców.